# 小峰一雄
小峰 一雄（こみね かずお、1952年〈昭和27年〉8月23日 - ）は、日本の歯科医師・研究者。
削らない虫歯治療「ドックベスト療法」を、日本で最初に導入し、歯を削らない、抜髄しない虫歯治療の治療体系をつくり歯科医師に広めた。「削らない歯科医師の会」を設立し、後進の育成、技術向上にも注力する。
TBS系列「これが世界のスーパードクター」でも取り上げられ、診療経験と研究を基に、口腔と全身の健康を結びつけた治療法や食事療法を提唱している。2004年に仲間の歯科医と設立した「歯科内科療法研究会」は後に「日本全身歯科研究会」と改称し、20年以上にわたり活動を継続している。
近年は国際的に東南アジアでも削らない虫歯治療の指導やボランティア活動を行っている。2015年ラオス・ヘルスサイエンス大学(University of Health Sciences Laos)の客員教授に就任。

## 活動・功績

### 貢献と影響
- 研究と治療法は、歯科医療の枠を超え、全身の健康を支える一環として注目されている。また、彼の提唱するアプローチは、多くの歯科医や医療関係者、患者から支持を受け、予防医療や統合医療の発展にも寄与している。

### 削らない虫歯治療「ドッグベストセメント療法」日本導入
- 日本で初めて「削らない・抜髄しない」という治療法を考案し、ドッグベストセメント療法を日本や世界に広めた。この方法は、虫歯を削らずに治療する新しいアプローチとして注目を集めている。人間の自然治癒力に注目し、削らない治療とともに、歯の自然治癒を利用した歯科治療を実践し指導をおこなっている。

### ドックベスト療法
削らない虫歯治療(ドックベスト療法)には以下の利点がある。

・エアータービン「ドリル」で削る虫歯治療にくらべ歯の損傷が少ない
エアータービンによる軟化象牙質と除去は、ダイアモンドバーと歯の切削面に摩擦熱が発生する。高温になった切削面を冷却するために、水を噴射し急冷することで微細な損傷(ヒビ)を発生させてしまう。ドックベストセメントを利用したう歯の治療には、冷却不要な物理的除去と化学的除去をおこなうため、歯の損傷を抑えることが可能となる。
・削る虫歯治療に比べて歯髄など温存できる治療である
エアータービン「ドリル」によるう蝕の軟化象牙質の除去、う蝕底部の象牙質の切削に比べ除去を減らすことが可能となる。う蝕の進行はドックベストセメントに含まれる銅・鉄イオンの殺菌力を利用し予防する。
・自身の歯を維持
歯の損傷が少なく歯髄が温存できる可能性が高いため、削る虫歯治療に比べて長期間、自身の歯を維持することが可能となる。
・う蝕歯の再生
削る虫歯治療に比べて、歯と歯髄を温存する可能性が高くなり、残された象牙質が再石灰化しう歯の自然治癒が期待できる。
・痛みが少ない
う蝕の軟化象牙質を切削し除菌する歯科治療に比べて、歯や歯髄に負担が少なく、神経を刺激しづらい。

### ドックベストセメント
- 殺菌効果のある、銅・鉄を配合したセメント。銅は、過去には銅は危険ミネラルと言われたが、現在は安全性が確認されおり、殺菌し公衆衛生に効果があることを表示して良いと米国環境保護庁(EPA)により法的に認定された。ドックベストセメントの銅の無害に関しては日本でも実証済みである。

#### 「院内感染に焦点を当てた銅合金表面の抗菌特性」
- the U.S. Environmental Protection Agency (EPA)reference id:501120
- ドックベストセメントに関するFDAの見解 アメリカ食品医薬品局(Food and Drug Administration資料)

### 独自の予防歯科プログラム開発
全身歯科の考えから口腔と全身の関係に着目し、食事療法や最新医療を取り入れた予防歯科を実践し、患者の生活習慣改善にも寄与している。

### 歯科診療ユニット給水系内、微生物汚染対策
- 歯科診療ユニット内の水が微生物汚染されている[2]状況に危機感を抱き、新たな除菌システム(機器)を構築し日本の歯科医師に広める。

## 教育・セミナー活動
- 日本国内だけでなく、東南アジアでもセミナーやボランティア活動を展開し、2015年にはラオス・ヘルスサイエンス大学の客員教授に就任。発展途上国における、削らない虫歯治療の普及に努めている。

## 研究会・研究所の運営

### 日本全身歯科研究会
- 食事や生活習慣が全身の健康に与える影響を歯科の観点から研究し、新たな医療の可能性を追求している。

### 削らない歯科医師の会
- 歯科医師の技術向上を目指し、削らない虫歯治療技術の普及や医院経営の支援を行っている。

### Kデンチャー研究所
- 「外れない」「よく噛める」新しい発想の義歯を開発し、患者のQOL(生活の質)の向上を目指している。

### KMG事業組合
- 個人経営の歯科医院では、解決が難しい経営課題や採用を共同で取り組むために事業組合を設立する。自由診療の導入・運営支援、削らない虫歯治療の教育・普及などを参加した歯科医院と共に活動を行っている。

## 医療理論(自身による主張)

### 歯と全身の健康の関係
- 虫歯や歯周病は単なる歯・口腔の健康問題にとどまらず、全身の病気（心疾患や糖尿病など）を引き起こす可能性があると考えている。健康な歯・口腔は全身の健康の基盤である。

### 食事療法の重要性
- 砂糖の摂取を制限し、血糖値を急上昇させにくい食事を推奨している。これにより、虫歯予防や全身の健康維持を図る。また、栄養バランスの良い食事が口腔内環境の改善に寄与する。

### 抜髄のリスク
- 抜髄[注 1]は、全身疾患のリスクを高める可能性があると指摘している。神経を残し、歯を守る治療法の重要性を強調している。

### 歯石除去のリスク
- 歯石除去を行うことにより歯周病菌が血流に乗って全身を巡り、菌血症の危険や脳に歯周病菌が転移してしまうリスクを考え、歯垢、歯石のつかない根本療法[注 2]を提唱している。歯石がついた場合の除去に関しても、回数を少なく行うこと、できるだけ1回で取り切ること[注 3]を薦めている。

### 自然治癒力の促進
- 唾液のpHバランスや体温、自律神経の調整を通じて、体の自然治癒力を活かす治療が鍵となると考える。この理論は、削らない治療の基礎となっている。
- これらの視点を基に、削らない歯科治療や栄養療法を通じて、口腔と全身の健康の統合的な改善を行っている。

### アルカリ性体質健康理論
- 健康を保つためにはアルカリ性の食べ物（野菜や果物、海藻など）を積極的に摂取し、体をアルカリ性に保つことが重要だと指摘している。体の酸性化が健康問題を引き起こすため、アルカリ性体質を維持することが健康維持に繋がるとしている。

## 批判と議論
- 理論や治療法については賛否がある。
- 特に、保険診療の問題点を指摘、従来の歯科治療に対する異議を唱える点で議論を呼んでいる。
- 学会では否定されている。

## 書籍
歯・口腔の健康が全身の健康に与える影響について書籍を通じて広く伝えている。主な著書には以下がある。

### 単著
- 名医は虫歯を削らない 虫歯も歯周病も「自然治癒力」で治す方法（2016年、竹書房）ISBN 9784801908871
- 自然治癒力が上がる食事 名医が明かす虫歯からがんまで消えていく仕組（2018年、ユサブル）ISBN 9784909249173
- 削らない・抜かない歯科治療　ドックベスト療法から原因療法まで（2020年、デンタルダイアモンド社）ISBN 9784885104718
- 100年歯がなくならない生き方（2022年、三笠書房）ISBN 9784837987642
- 免疫力が上がるアルカリ性体質になる食べ方 すべての病気の原因は酸性体質にあった!（2022年、ユサブル）ISBN 9784909249456
- わが子を病気知らずのアルカリ性体質にする食事法　出産・子育て！名医が教える子供にとって最高の腸内細菌の育て方（2024年、ユサブル）ISBN 9784909249616

### 共著
- 歯は臓器の一つ　口から始まる全身病（2019年、静風社）ISBN 9784990909178